# Gaius Calpurnius Piso (Konsul 67 v. Chr.)
Gaius Calpurnius Piso († kurz nach 59 v. Chr.) war ein Politiker der ausgehenden Römischen Republik und 67 v. Chr. Konsul.

## Leben
Der von Marcus Tullius Cicero als begabter Redner eingeschätzte Gaius Calpurnius Piso entstammte dem Plebejergeschlecht der Calpurnier. 76 v. Chr. fungierte er als Richter im Prozess des Schauspielers Quintus Roscius Gallus. Etwa 71 v. Chr., vielleicht auch schon ein Jahr früher, war er Prätor.  In einem Erbschaftsprozess vertrat er 69 oder 68 v. Chr. die Interessen von Sextus Aebutius gegenüber dem von Cicero verteidigten Aulus Caecina.
67 v. Chr. trat Piso sein Konsulat an, wobei er Manius Acilius Glabrio zum Mitkonsul erhielt. Zuvor hatte er eine Anklage, seine Wahl nur durch Bestechung erreicht zu haben, abwenden können. Er gehörte zu den konservativen Kreisen der römischen Hocharistokratie und war ein überzeugter Optimat. In Übereinstimmung mit seinen Parteifreunden leitete er im Senat die Opposition gegen den Gesetzesantrag des Volkstribunen Aulus Gabinius, dem Feldherrn Gnaeus Pompeius Magnus außerordentliche Vollmachten zur Bekämpfung der Piraten zu übertragen. Dieser Widerstand war auch für ihn persönlich äußerst gefährlich. Das Gesetz (Lex Gabinia) ging dennoch durch. Als nun Piso daranging, die Rüstungen zu sabotieren, wollte Gabinius ihn als Konsul absetzen lassen, was Pompeius indessen verhinderte.
Piso bekämpfte in seinem Konsulat auch – ebenso wie viele andere konservative Nobiles – mehrere vom Volkstribun Gaius Cornelius beantragte Gesetze, die auf eine Abstellung von insbesondere von den Optimaten betriebenen Missbräuchen abzielten. Der Senat widersetzte sich u. a. den von Cornelius geforderten sehr harten Strafen für Wahlbestechung. Auf Initiative der Senatoren brachten Piso und sein Amtskollege Glabrio ein in dieselbe Richtung gehendes, aber deutlich abgemildertes Gesetz ein (Lex Calpurnia de ambitu), das für Personen, die wegen Ambitus verurteilt wurden, Ausschluss aus dem Senat, Untersagung der Ausübung öffentlicher Ämter sowie Geldbußen vorsah. Das Gesetz wurde verfassungswidrig noch rasch vor den nächsten Wahlen beschlossen. Verstimmt über dieses Vorgehen wollte der Volkstribun Cornelius der alten, aber nicht mehr beachteten Bestimmung neue Geltung zu verschaffen, dass nicht der Senat, sondern nur die Volksversammlung berechtigt sei, Personen die Dispensation von Gesetzen zu erlauben. Nun ging der Volkstribun Publius Servilius Globulus ein Bündnis mit dem Senat ein und verbot dem Herold die Verlesung der Rogation in der Volksversammlung. Cornelius verlas daraufhin selbst seinen Gesetzesvorschlag. Als Piso auf die Unzulässigkeit dieser Handlungsweise hinwies, wäre er bei deswegen verursachten Ausschreitungen fast ums Leben gekommen, so dass Cornelius die Versammlung auflöste.
66–65 v. Chr. stand Piso als Prokonsul den Provinzen Gallia Narbonensis und Gallia cisalpina vor und schlug einen Aufstand der Allobroger nieder. Eventuell blieb er noch 64 v. Chr. Statthalter von Gallia cisalpina. Vermutlich 63 v. Chr. war Cicero der erfolgreiche Verteidiger Pisos, als dieser auf Anstiften Gaius Iulius Caesars unter der Beschuldigung vor Gericht gestellt wurde, seine Provinz ausgeplündert und ungerechterweise das Todesurteil über einen Transpadaner verhängt zu haben. Piso wollte nun Vergeltung üben, indem er Cicero – allerdings vergeblich – bat, Caesar als Mitverschwörer Lucius Sergius Catilinas anzuklagen. Er war bei der Beratung über die Bestrafung der Catilinarier zugegen und erklärte sich mit Ciceros Maßnahmen gegen diese Umstürzler einverstanden. 59 v. Chr. trat er als Vermittler zwischen Caesar und Marcus Calpurnius Bibulus auf. Bald danach dürfte ihn der Tod ereilt haben, da er von nun an aus den Quellen verschwindet.